# (12776) Reynolds
(12776) Reynolds (1994 PT31) – planetoida z pasa głównego asteroid okrążająca Słońce w ciągu 4,1 lat w średniej odległości 2,56 j.a. Odkryta 12 sierpnia 1994 roku.